# Запасные войска
Запа́сные войска́ (запвойска, ЗапВ) — обобщающее название специальных формирований (запа́сных частей, соединений (бригада, дивизия) и объединений (армия)), всех родов войск (сил), ранее родов оружия и видов (родов войск, специальных войск) в Вооружённых Силах (ВС) государства, для подготовки запаса, пополнения вооружённых сил, ранее войсковые части, имеющие своим назначением подготовлять, формировать и отправлять в военное время на театр войны укомплектования для пополнения убыли в рядах полевых и резервных войск, сейчас для пополнения действующей армии, авиации и флота.
Запасные войска в мирное время не содержались или содержались лишь в кадровом составе (скадрованная часть или соединение). Если не содержались в ВС государства то с объявлением мобилизации (перед началом и в ходе военных действий) они сформировываются, а если содержались то — приводятся в полный состав, за счёт приписного состава. По-английски ЗапВ: relief troops, replacement troops.

## История
В мире во все времена военная сила (вооружённые силы) обеспечивала экономические и политические интересы государства (отдельных групп населения). А для того чтобы ВС могли успешно действовать по предназначению нужны всевозможные ресурсы, и их запас. Людские, конские (ранее) и материальные ресурсы или государственные резервы являются важнейшим компонентом военного потенциала любого государства. От их подготовленности, наличия, количества, обученности и умения их правильно применить зависят мирная жизнь государства и в военное время ход и исход военных (боевых) действий в вооружённых конфликтах и войнах. Не даром в военном деле развитых государств (Россия, США) существует развитая система строительства и управления запасов (резервов).
Запасные войска, в России, были предназначены для обучения (подготовки) личного и конского состава и пополнения некомплекта частей действующей армии появились в начале XIX веке, при учреждении бессрочных отпусков. В октябре 1808 года были сформированы первые запасные рекрутские депо, которые стали готовить военнослужащих для пополнение инфантерии (пехоты). В январе 1811 года учреждены артиллерийские запасные рекрутские депо (с марта этого же года пехотные и артиллерийские запасные рекрутские депо переименованы в рекрутские депо). К середине 1812 года все рекрутские депо были ликвидированы, а их состав пошёл на доукомплектование частей действующей армии ВС России.
В 1901 году в ВС России (РИАиФ) было введено новое положение о частях кавалерийского запаса и об инспекторе ремонтов и запаса кавалерии.

## Состав
В состав запасных войск входили следующие типы формирований:
- отдельная рота (батарея, эскадрон, сотня, дружина);
- отдельный батальон (дивизион, отделение);
- полк (кадр);
- бригада[4];
- дивизия[4];

## Предназначение
ЗапВ, созданные в военное время, специальные части и соединения, как организационно самостоятельные учебные и административно-хозяйственные единицы (формирование, часть, соединения) в вооружённых силах (ВС), предназначались для:
- воспитания личного (а ранее ещё и конского) состава;
- обучения (подготовки) личного (а ранее ещё и конского) состава;
- пополнения убыли состава в частях, как на театре военных действий (театре войны), так и внутри государства;
- обучение (подготовку) выделенных по нарядам Мобилизационного управления Генерального штаба Красной Армии кандидатов для укомплектования военных училищ из лиц с высшим и средним образованием или с подготовкой, удовлетворяющей требованиям поступления в военные училища;
- развёртывание новых частей и соединений, всех родов войск (сил), то есть запаса вооружённых сил.
- военная подготовка (переподготовка) военнослужащих различных специальностей и слаживание подразделений и частей[4].

## Россия
Запасные войска действительно концентрировались, но требовалось чрезвычайно много времени, чтобы солдаты могли достичь назначенного им главного пункта, будучи рассеяны по разным местам империи.— Ф. Энгельс, Русская армия

### Имперский период
В Имперский период России в вооружённых силах Российской империи существовали запа́сные части и соединения, для подготовки, сформирования и отправки в военное время на театр войны для укомплектования частей вследствие убыли в рядах полевых и резервных войск, всех родов оружия. Например: Первый пулемётный запасной полк, был расквартирован в городе Ораниенбаум).
Число запасных войсковых частей ВС России каждого рода оружия всегда находилось в соответствии с числом частей действующих.
В ВС России имелись следующие запасные части и соединения в Запасных войсках, по родам оружия, на 1898 год:
- Пехота (инфантерия, стрелковые войска): запасные пехотные батальоны по числу полевых пехотных полков и стрелковых бригад. В мирное время не содержались. Для их создания каждый полевой пехотный полк и стрелковая бригада, при мобилизации, выделял одного штаб-офицера, 6 обер-офицеров и 40 нижних чинов, которые назначались для этой цели заранее, остальной личный состав запасных пехотных батальонов комплектовался чинами запаса армии и ратниками ополчения первого разряда, приписанными к полкам и бригадам.
- Кавалерия (кавалерийские войска): 21 кадр кавалерийского запаса которые были сведены в 9 бригад кавалерийского запаса. Кадр делился на отделения, а общее число отделений было равно числу регулярных кавалерийских полков всех родов (типов) кавалерии. В мирное время в кадрах выезжались ремонтные лошади, в военное время — при каждом отделении формировалось по два запасных эскадрона.
- Артиллерия (артиллерийские войска): три запасные артиллерийские бригады и 4 отдельные артиллерийские батареи (из них одна конная артиллерийские).
- Инженерия (инженерные войска): 4 запасных сапёрных батальона; формировались в военное время на одинаковом основании с запасными пехотными батальонами.

Число запасных частей и соединения каждого рода оружия всегда находилось в соответствии с числом частей действующих войск.
Запасная часть и соединение в военное время имела следующий личный состав:
- постоянный, из строевых и нестроевых чинов, предназначаемых для подготовления состава переменного личного состава
- переменный — из призванных на военную службу чинов запаса армии и новобранцев, которые после подготовки периодически направлялись на театр войны.

Число запасных частей и соединений в округах было различным, в зависимости от состава войск ВО. К примеру на территории Иркутского военного округа, к началу Первой Мировой войны, были следующие запасные части и соединения:
- в Забайкалье разместились 1-й, 2-й, 3-й, 4-й, 5-й, 6-й, 7-й и 8-й Сибирские стрелковые запасные батальоны 1-й Сибирской стрелковой запасной бригады
- в Иркутске, Ачинске, Красноярске, Канске - 1-й, 2-й, 3-й, 4-й, 5-й, 6-й, 7-й и 8-й Сибирские стрелковые запасные батальоны 2-й Сибирской стрелковой запасной бригады
- 627-я, 628-я, 629-я пешие Томские дружины, 630-я, 631-я, 632-я, 633-я пешие Иркутские дружины 7-го ополченского корпуса (кроме Якутской области))
- запасной артиллерийский дивизион
- запасной телеграфный батальон
- запасная понтонная рота
- запасная кадровая рота железнодорожного батальона[7]

В целом можно отметить две основные особенности быта нижних чинов запасных частей в 1914 — 1917 гг.: во-первых, резкое ухудшение бытовых условий по сравнению с мирным временем, что, несомненно, связано с ухудшением экономической ситуации в стране в целом; во-вторых, разделение нижних чинов на две обособленные, часто враждебные друг другу группы — унтер-офицеров постоянного состава, которые находились в более выгодных условиях, и переменный состав. Последняя тенденция характерна для армий большинства воюющих стран— Д. А. Лобанов, Повседневная жизнь солдат тыловых гарнизонов в 1914 — 1917 годах.
В 1916 году в Петрограде и его пригородах было размещено до 340 000 солдат запасных частей и соединений.
- Гвардейский запасный кавалерийский полк

### Советский период
М. Запасные части
Назначение запасных частей — подготовка людского и конского пополнений для частей действующей армии, а также формирование новых частей. Как правило, имеются запасные части тыла и запасные части фронта; отклонение от этого общего порядка в отношении отдельных родов войск указаны ниже.
Схема движения пополнений в общем следующая: призываемые в армию контингенты зачисляются в депо, имеющиеся в запасных частях тыла, откуда после кратковременной (от 1 мес. до 1,5 мес.) подготовки поступают в строевые подразделения запасных частей, а выбранные для подготовки на должности младшего комсостава — непосредственно в учебные подразделения (полковые школы, учебные батареи и т. д.).
Курс обучения в строевых подразделениях продолжается от одного до четырёх месяцев, а в учебных подразделениях от двух до шести месяцев, в зависимости от рода войск.
По окончании подготовки пополнения следуют на фронт в составе маршевых рот (эскадронов, батарей), пополнения же в специальные части высылаются отдельными командами в составе тех или иных специалистов.
Пополнения следуют непосредственно в действующие части, за исключением стрелковых войск, для которых пополнения прибывают в корпусные запасные полки из расчёта по одному на корпус.
Для подготовки пополнений из числа контингентов, мобилизуемых на территории самого фронта, для некоторых родов войск предусмотрены запасные части резерва фронта, а именно: запасные стрелковые бригады, запасные арт. дивизионы, запасные батальоны связи и сапёрные. Штаты запасных частей резерва фронта по своей структуре и составу способны к быстрому переформированию в действующие высшие войсковых соединения, близки по своей структуре к типовым войсковых соединениям (дивизия).
Между прочим, по новой схеме развертывания, запасные кавалерийские бригады резерва фронта исключены.

По отдельным родам войск предусмотрены следующие запасные части.— Из доклада начальника ГУ РККА В. Н. Левичева председателю РВС СССР К. Е. Ворошилову о вновь разработанных штатах военного времени строевых частей Сухопутных и Военно-воздушных сил, Август 1927 года, РГВА. Ф. 33988. Оп. 2. Д. 679. Л. 1 — 37. Подлинник.
В Советский период России в Вооружённых Силах СССР существовали в: 

#### РККА
В запасных войска РККА по распоряжению Л. Д. Троцкого стали сформировывать штрафные подразделения. В телеграмме реввоенсовету 14-й армии Южного фронта от 18 июня 1919 года Троцкий (Бронштейн) отмечал:

«При запасном батальоне может быть организована штрафная рота для дезертиров и провинившихся в более серьезных нарушениях дисциплины и долга. Все части Красной Армии должны быть пропущены через запасные батальоны».— В. Г. Краснов, В. О. Дайнес, Неизвестный Троцкий. Красный Бонапарт. Документы. Мнения. Размышления. С. 196 — 197.
Запа́сная часть и соединение, тоже сформированная в военное время, для подготовки личного и конского состава, для пополнения убыли в частях как на фронте, так и внутри СССР, подготовки, выделенных по нарядам мобилизационного управления Генерального Штаба РККА, кандидатов, для укомплектования военных училищ из лиц с высшим и средним образованием или с подготовкой, удовлетворяющей требованиям поступления в военные училища, развертывание новых частей и соединений, всех родов войск.
На 1 мая 1939 года дислокация запасных частей и соединений по военным округам (отдельным армиям) РККА была следующей:
- 1-я Отдельная Краснознамённая армия;
  - 85-й запасной стрелковый полк, Спасск-Дальний;
  - 156-й армейский запасной стрелковый полк, Занадворовка;
  - 157-й армейский запасной стрелковый полк, Ворошилов;
  - 158-й армейский запасной стрелковый полк, Сергеевка;
  - 2-й запасной химический батальон, Раздольное;
- Харьковский военный округ;
  - 10-я запасная стрелковая бригада, Харьков;
    - 4-й запасной стрелковый полк, Харьков;
    - 50-й запасной стрелковый полк, Ахтырка;
    - 11-й запасной стрелковый полк, Полтава;

  - 11-я запасная стрелковая бригада, Днепропетровск;
    - 53-й запасной стрелковый полк, Александрия;
    - 52-й запасной стрелковый полк, Павлоград;
    - 2-й запасной стрелковый полк, Днепропетровск;

  - 12-я запасная стрелковая бригада, Кривой Рог;
    - 65-й запасной стрелковый полк, Никополь;
    - 29-й запасной стрелковый полк, Кривой Рог;
    - 54-й запасной стрелковый полк, Запорожье;

  - 13-я запасная стрелковая бригада (передана в КОВО), Лубны (Белая Церковь);
    - 13-й запасной стрелковый полк, Лубны;
    - 49-й запасной стрелковый полк, Пирятин;
    - 14-й запасной стрелковый полк, Прилуки (Фастов);

  - 30-я запасная стрелковая бригада, Симферополь;
    - 46-й запасной стрелковый полк, Симферополь;
    - 55-й запасной стрелковый полк, Феодосия;

  - 145-й армейский запасной стрелковый полк, Кременчуг;
  - 146-й армейский запасной стрелковый полк, Ворошиловград;
  - 147-й армейский запасной стрелковый полк, Славянск;
  - 148-й армейский запасной стрелковый полк, Харьков;
  - 1-й запасной артиллерийский полк, Харьков;
  - 6-й запасной артиллерийский полк, Кременчуг;
  - 25-й запасной артиллерийский полк, Кривой Рог;
  - 26-й запасной артиллерийский полк, Симферополь;
  - 42-й запасной артиллерийский полк, Волчанск;
  - 49-й запасной артиллерийский полк, Чугуев;
  - 51-й запасной артиллерийский полк, Днепропетровск;
  - 3-й запасной полк связи (передан КОВО), Харьков;
  - 4-й запасной полк связи, Днепропетровск;
  - 1-я запасная топографическая рота, Кременчуг;
  - 3-й запасной инженерный батальон, Днепропетровск;
  - 55-й запасной авиационный полк, Харьков;
  - 5 запасных авиаэскадрилий, Харьков;
  - 55-я запасная авиабаза, Харьков;
  - 66-й запасной кавалерийский полк, Павлоград;
  - 13-й запасной автотракторный батальон, Днепропетровск;
  - 4-й запасной железнодорожный полк, Харьков;
  - 6-й запасной зенитно-артиллерийский полк ПВО, Харьков

Запасные части и соединений из числа переменного состава готовили младший командный (начальствующий) состав, младших специалистов, по различным военно-учётных специальностям, и рядовой состав для РККА. С началом мобилизации в СССР были дополнительно развёрнуты запасные части во всех военных округах. Именно из запасных частей и соединений направлялись маршевые пополнения в действующую армию.

##### Формирования
В Сухопутных войсках РККА были следующие З.ч. военных округов (отдельных армий) и центра:
- запасные стрелковые части;
- запасные артиллерийские части;
- запасные кавалерийские и конно-артиллерийские части;
- запасные автотранспортные части;
- запасные танковые части;
- запасные части ПВО;
- запасные части ВНОС;
- запасные топографические части;
- запасные бронепоездные части;
- запасные инженерные части;
- запасные части связи;
- запасные дегазационные части и части ПХО;
- запасные дорожно-эксплуатационные части;
- запасные железнодорожные части.

Приказ о результатах поверки хода формирования запасных частей. № 0237 19 июля 1941 г.
При поверке хода формирования запасных частей выявлено совершенно недопустимое отношение к этому важному делу со стороны командования всех степеней.
С высланным Генеральным штабом Красной Армии для всех запасных частей положением о запасных частях командный состав частей не ознакомлен.
Материальная обеспеченность запасных частей низкая и не даёт возможности немедленно полностью развернуть боевую подготовку. Боевая подготовка проходит самотёком, без должного руководства штабов полков и штабов бригад.
Личный состав запасных частей охвачен боевой подготовкой не полностью, много младших командиров и красноармейцев болтаются без дела. Суточный наряд велик и отрывает от боевой подготовки много людей.
Поступающий в запасные части личный состав не распределяется по подразделениям соответственно подготовке. Школы младшего комсостава укомплектованы без должного отбора.

Все эти недочеты ставят под угрозу срыва подготовку пополнений в сроки, предусмотренные положением о запасных частях.
Приказываю:
1. Командующим войсками военных округов под их личную ответственность организовать в кратчайший срок боевую подготовку запасных частей — перенеся всю работу из классов в поле.
2. Выявить и передать в запасные части все учебное вооружение, учебные пособия и учебное техническое имущество, имеющееся в округе.
3. Всему командному составу изучить положение о запасных частях и строго руководствоваться им в своей работе.
4. Установить во всех запасных частях строжайший внутренний порядок, сократить до предела необходимости внутренние наряды.
5. Командующим войсками округов не менее одного раза, а командирам запасных бригад не менее двух раз в месяц лично поверять организацию и методику проведения занятий в запасных частях и оказывать им практическую помощь.
Заместитель Народного комиссара обороны СССР Маршал Советского Союза Кулик— ф. 4, оп. 11, д. 65, л. 155—156. Подлинник.
Так же были организованы запасные части в составе армий и фронтов (так называемые запасные армейские и фронтовые части (в просторечии назывались фронтовыми, войсковыми, армейскими, полевыми и так далее запчастями)

#### Советская АрмияиВМФ
В Вооружённых силах СССР, запасных войск не было, а были учебные (У.ч.) и скадрованные части (С.ч.) которые практически выполняют те же задачи.

### Федеральный период
В Федеральный период России в Вооружённых силах Российской Федерации запасных войск нет, а есть учебные части (У.ч.) которые выполняют практически те же задачи.

## В других государствах в начале XX века
Различие между запасными войсками ВС государств касалось, главным образом, способа образования запасных войсковых частей при мобилизации.

### Австрия
В Австрии в мирное время содержались кадры запасных частей всех родов оружия.

### Франция
Во Франции в мирное время содержались кадры запасных частей всех родов оружия.

### Германия
В Германии, в мирное время, кадров запасных частей пехоты не было, а в кавалерии назначение запасного получал во время войны один из пяти эскадронов каждого действующего полка.

## Наименования
В зависимости от принадлежности к родам войск (сил), специальным войскам им присваиваются соответствующие наименования, например:
- запасная моторизованная стрелковая дивизия;
- запасная инженерно-сапёрная бригада:
- и другие.

## Сокращения
Принятые сокращения для З.ч. в РККА по родам войск:

### Стрелковые войска
- запсб — запасный стрелковый батальон;
- запсп — запасный стрелковый полк;
- азапсп — армейский запасный стрелковый полк;
- фзапсп — фронтовой запасный стрелковый полк;

### Артиллерия
- запапРГК — запасный артиллерийский полк РГК;
- запап — запасный артиллерийский полк;

### Кавалерия
- запкадн — запасный конно-артиллерийских дивизион;
- запкп — запасный кавалерийский полк;
- запгкп — запасный горно-кавалерийский полк;
- запкап — запасный конно-артиллерийский полк;

### Танковые войска
- заптб — запасный танковый батальон;
- заптп — запасный танковый полк;
- запавтбп — запасный автобронетанковый полк;
- заппба — запасный полк броневых автомобилей;

### Авиация
- запвпдн — запасной воздухоплавательный дивизион;
- запавп — запасной авиационный полк;
- запАБ — запасная авиационная база;

### Войска связи
- запбТОС — запасный батальон ТОС;
- запрдн — запасный радио дивизион;
- заппс — запасный полк связи;

### Инженерные войска
- запмаср — запасная маскировочных рот;
- запиб — запасный инженерный батальон;

### Химические войска
- запхб — запасный химический батальон;
- запхп — запасный химический полк;

### Автомобильные войска
- запавттб — запасный автомобильный транспортный батальон;
- запавттп — запасный автомобильный транспортный полк;

### Войска ПВО
- заппулб — запасный пулемётный батальон;
- запбВНОС — запасный батальон ВНОС;
- западн — запасный артиллерийский дивизион;
- запднаэрз — запасный дивизион аэростатов заграждения;
- заппПВО — запасный полк ПВО;
- запзапПВО — запасной зенитно-артиллерийский полк ПВО

### Дорожные войска
- запдб — запасный дорожный батальон;

### Железнодорожные войска
- запузкр — запасный узкоколейная рота;
- запждп — запасной железнодорожный полк;

### Топографическая служба
- заптопр — запасная топографическая рота;